# 岡屋インターチェンジ
岡屋インターチェンジ（おかやインターチェンジ）は、山口県山口市江崎の国道2号小郡道路のインターチェンジ。
このインターチェンジを降りた岡屋交差点は国道190号の起点となっており、山口市阿知須町、宇部市方向の車などが利用している。

## 道路
- E2 国道2号小郡道路

## 接続する道路
- 国道190号
- 山口県道230号伊佐吉部山口線

## 周辺
- 西日本旅客鉄道 山陽本線
  - 嘉川駅
- 西日本旅客鉄道 宇部線
  - 深溝駅

## 隣
E2 小郡道路
大原IC - 岡屋IC - 原条IC